# Securitas (gudinna)
Securitas betyder säkerhet. Begreppet personifierades i romersk mytologi av en gudinna för säkerhet och statens trygghet, i synnerhet som väktare över romerska riket. Hon dyrkades även som beskyddarinna av de dödas ro i graven.